# Aiko Sato
Aiko Sato –en japonés, 佐藤　愛子, Sato Aiko– (Nayoro, 18 de octubre de 1983) es una deportista japonesa que compitió en judo.
Ganó dos medallas en el Campeonato Mundial de Judo en los años 2007 y 2011, y tres medallas en el Campeonato Asiático de Judo entre los años 2003 y 2011. En los Juegos Asiáticos de 2006 consiguió una medalla de plata.

## Palmarés internacional
| Campeonato Mundial  | Campeonato Mundial      | Campeonato Mundial | Campeonato Mundial |
| Año                 | Lugar                   | Medalla            | Categoría          |
| ------------------- | ----------------------- | ------------------ | ------------------ |
| 2007                | Río de Janeiro (Brasil) | Medalla de bronce  | –57 kg             |
| 2011                | París (Francia)         | Medalla de oro     | –57 kg             |
| Juegos Asiáticos    |                         |                    |                    |
| Año                 | Lugar                   | Medalla            | Categoría          |
| 2006                | Doha (Catar)            | Medalla de plata   | –57 kg             |
| Campeonato Asiático |                         |                    |                    |
| Año                 | Lugar                   | Medalla            | Categoría          |
| 2003                | Jeju (Corea del Sur)    | Medalla de plata   | –52 kg             |
| 2007                | Kuwait (Kuwait)         | Medalla de oro     | –57 kg             |
| 2011                | Abu Dabi (EAU)          | Medalla de oro     | –57 kg             |